# Dentatisyllis uebelackerae
Dentatisyllis uebelackerae är en ringmaskart som beskrevs av Ding, Leicher och Westheide 1998. Dentatisyllis uebelackerae ingår i släktet Dentatisyllis och familjen Syllidae.
Artens utbredningsområde är Mexikanska golfen. Inga underarter finns listade i Catalogue of Life.